# Rumex longifolius
Rumex longifolius DC. es una planta perenne de la familia de las poligonáceas. 

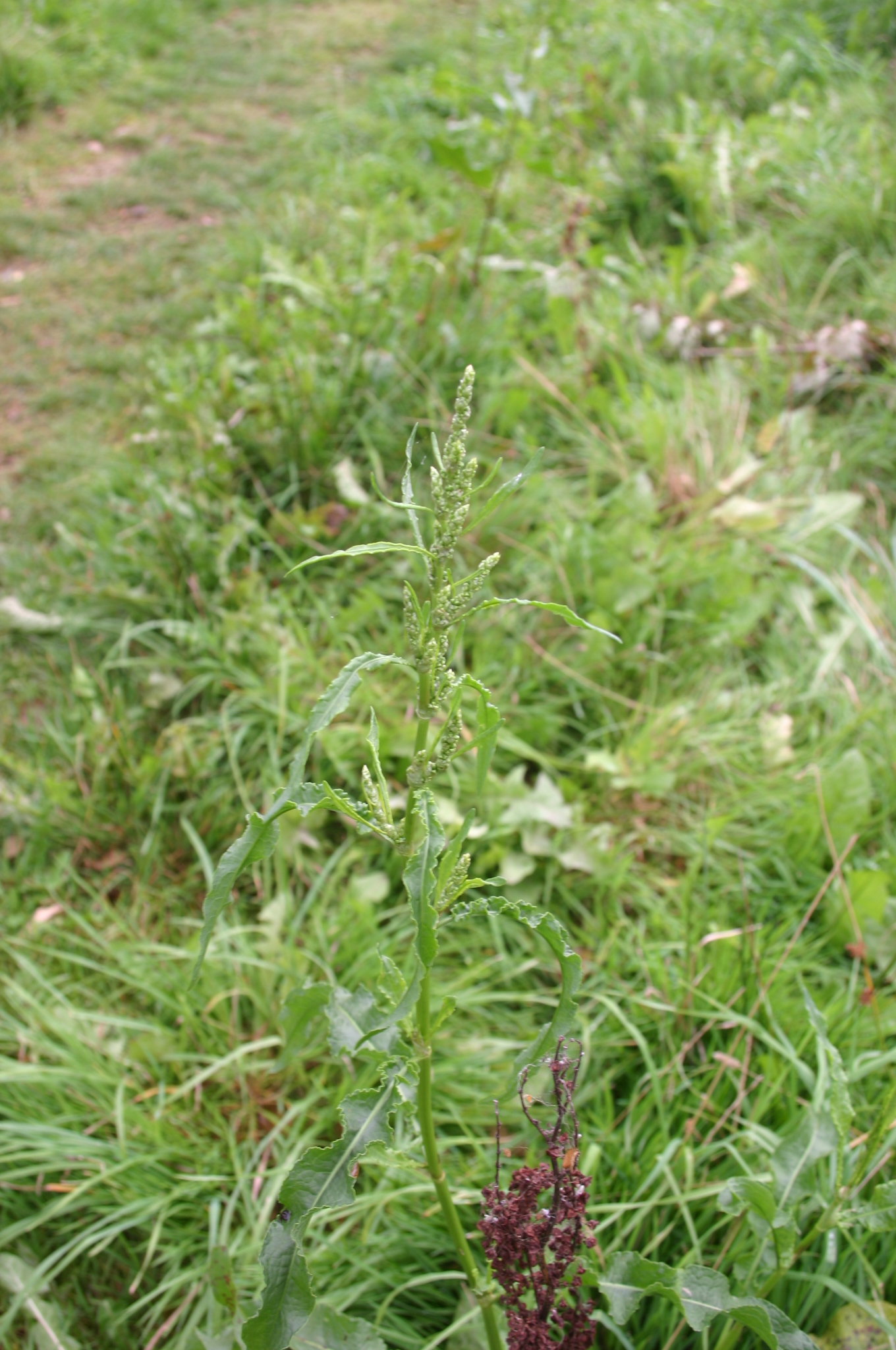
Vista de la planta

## Descripción
Los tépalos de los frutos son de unos 6-7 mm de ancho y de la misma longitud.  Es la única especie del género sin tubérculos en cualquiera de los 3 pétalos endurecidos alrededor del fruto.
Se parece a otra especie mucho más común de hoja ancha (Rumex obtusifolius) con densas espigas de fructificación en las que se superponen los aquenios en verticilos. Pero así como no tienen tubérculos, los pétalos están sin dientes en las especies del presente. 

## Taxonomía
Rumex longifolius fue descrita por   Augustin Pyrame de Candolle  y publicado en Flore Française. Troisième Édition 6: 368. 1815.
Etimología
Ver: Rumex
longifolius: epíteto latíno que significa "con hojas largas".
Sinonimia
- Rumex domesticus Hartm.
- Rumex hippolapathum Fr.[3]

## Nombre común
- Castellano: azadera de burro, carbaza, carpaza.[4]